# Осю
Осю (яп. 奥州市 О:сю:-си) — город в Японии, находящийся в префектуре Иватэ. Площадь города составляет 993,35 км², население — 120 443 человека (1 августа 2014), плотность населения — 121,25 чел./км².

## Географическое положение
Город расположен на острове Хонсю в префектуре Иватэ региона Тохоку. С ним граничат города Ханамаки, Китаками, Итиносеки, Тоно, посёлки Нисивага, Канегасаки, Хираидзуми, Сумита и село Хигасинарусе.

## Население
Население города составляет 120 443 человека (1 августа 2014), а плотность — 121,25 чел./км². Изменение численности населения с 1980 по 2005 годы:
| 1980 | 130 318 чел. |  |
| 1985 | 132 039 чел. |  |
| 1990 | 132 116 чел. |  |
| 1995 | 133 228 чел. |  |
| 2000 | 133 056 чел. |  |
| 2005 | 130 171 чел. |  |

## Символика
Деревом города считается клён, цветком — цветок сакуры, птицей — зелёный фазан.